# Азерська Єлизавета Григорівна
Єлизавета Григорівна Азерська (до шлюбу Платоновская; 28 лютого (11 березня) 1868, Полтава — 13 березня 1946, Москва) — українська оперна співачка (мецо-сопрано), солістка Київської та Одеської опер, Большого театру в Москві; педагог. Дружина оперного співака Степана Трезвинського.

## Життєпис
Народились в родині ремісника. Закінчила гімназію в Ростові-на-Дону, поступила на акушерські курси в Казані. Вивчала музику в Київській музичній школі М. А. Тутковського. Закінчила Київське музичне училище (1887—1891, клас М. Нолле і К. Еверарді). Також приватно навчалась у К. С. Прохорової-Мауреллі. В 1892—1894 роках удосконалювалась як співачка у професора Броджі (Мілан), у 1899 році — у професора Бертрамі (Париж).
У 1892 році дебютувала на сцені Київської опери («Орлеанська діва» П. Чайковського), у 1894—1996 роках — солістка Київської опери. У 1896—1898 роках виступала в Одесі, а також у багатьох містах Росії (Астрахань, Казань, Саратов, Нижній Новгород). У 1898—1918 роках — солістка Большого театру в Москві (дебютувала в партії Амнеріс в опері «Аїда» Верді). Гастролювала в Києві (1901, разом з Л. В. Собіновим), Одесі і Празі (1904), Берліні, Дрездені, Парижі, Відні.
З 1919 року викладала у московських навчальних закладах.

## Творчість, репертуар
Партії: Ольга («Євгеній Онєгін» П. Чайковського), Ортруда, Фріка («Лоенгрін», «Валькірія» Р. Ваґнера), Даліла («Самсон і Даліла» К. Сен-Санса), Маргарита («Осуд Фауста» Г. Берліоза), Насонова («Віра Щелога» М. Римського-Корсакова), Шарлотта («Вертер» Ж. Массне), Тизба («Анджело» Ц. Кюї), Рогнеда («Рогнеда» О. Сєрова).
На сцені Большого театру виконувала перші партії: Кончаківни («Князь Ігор» О. Бородіна), Любави («Садко» М.  Римського-Корсакова), Лаури («Кам'яний гість» О. Даргомижського), Рафаеля (однойм. опера А. Аренського), Марини («Добриня Никитич» О. Гречанинова). Найкраще виконувала партії Кармен в однойменній опері Ж. Бізе.
Володіла сильним голосом великого діапазону і яскравого тембру, відзначалася акторським темпераментом.